# El Mangal, Medellín
El Mangal är en ort i Mexiko.   Den ligger i kommunen Medellín och delstaten Veracruz, i den sydöstra delen av landet, 300 km öster om huvudstaden Mexico City. El Mangal ligger 26 meter över havet och antalet invånare är 297.
Terrängen runt El Mangal är mycket platt. Runt El Mangal är det ganska glesbefolkat, med 43 invånare per kvadratkilometer. Närmaste större samhälle är Paso del Toro, 9,3 km nordost om El Mangal. Trakten runt El Mangal består till största delen av jordbruksmark.